# Paul Ruckdeschel
Friedrich Paul Bruno Ruckdeschel (* 7. Juni 1864 in Ebersdorf; † 28. Januar 1942 in Gera) war ein deutscher Verwaltungsbeamter und Politiker.

## Leben
Ruckdeschel war der Sohn des Justizamtmanns Friedrich Richard Ruckdeschel und dessen Ehefrau Pauline Sophie geborene Offeney. Er war evangelisch-lutherischer Konfession und heiratete am 11. Mai 1891 in Lobenstein Friederike Marie Diersch (* 2. März 1865 in Halle/Saale; † 27. August 1940 in Gera), die Tochter des Gottlieb Franz Diersch in Milbitz.
Ruckdeschel besuchte zunächst die Schule in Hohenleuben und dann das Gymnasium Rutheneum in Schleiz, wo er Ostern 1883 das Abitur mit der Note „Auszeichnung“ ablegte. Ab 1883 studierte er Kameral- und Rechtswissenschaften in Jena und Leipzig. Am 20. Oktober 1886 bestand er die erste juristische Staatsprüfung mit dem Prädikat „Ausgezeichnet“. Ab dem 1. November 1886 war er Referendar beim Amtsgericht Lobenstein, dem Amtsgericht Gera, der Staatsanwaltschaft am Landgericht Gera, bei einem Rechtsanwalt in Gera und dem Oberlandesgericht Jena, bevor er am 14. März 1889 die zweite Staatsprüfung mit der Note „gut“ ablegte. Am 31. März 1890 wurde er zum Gerichtsassessor ernannt.
Am 10. Dezember 1889 wurde er zum Zweiten juristischen Stadtrat in Gera gewählt. Aus diesem Amt schied er am 1. Juli 1893 wieder aus und wurde Erster Staatsanwalt am Landgericht Gera mit dem Titel Oberstaatsanwalt. Vom 9. Januar 1902 bis zum 1. Oktober 1902 war er Landrat im Landkreis Gera. Danach war er Mitglied des Staatsministeriums in Gera. Zunächst wurde er am 1. Oktober 1902 zum Dritten stimmführenden Mitglied des Ministeriums und Vorstand der Ministereriumabteilung für das Innere ernannt. Zunächst trug er den Titel Staatsrat, ab dem 10. April 1911 Geheimer Staatsrat. Am 1. Oktober 1917 wurde er zum Zweiten stimmführenden Mitglied des Ministeriums befördert und stand nun den Abteilungen für Justiz sowie Kirchen- und Schulsachen vor. In der Novemberrevolution wurde er am 7. November 1918 zum Staatsminister mit dem Prädikat Exzellenz ernannt. Die Macht lag aber in den Händen des Arbeiter- und Soldatenrates. Der Fürst musste zurücktreten und die fürstliche Regierung unter Ruckdeschel schied am 10. November 1918 aus dem Amt. Ruckdeschel wurde in den einstweiligen Ruhestand versetzt. 
Neben diesen Tätigkeiten war er von 1902 bis 1903 Mitglied im Kompetenzgerichtshof, förderndes Mitglied im „Vogtländischen Altertumsforschenden Verein“ und Mitglied der „Gesellschaft von Freunden der Naturwissenschaften“ in Gera.
Vom 23. Oktober 1898 bis zum 18. Januar 1902 war er Abgeordneter im Landtag Reuß jüngerer Linie.

## Auszeichnungen
- fürstliches Ehrenkreuz I. Klasse (1904)
- fürstliches goldenes Verdienstkreuz (1909)
- Krone zum fürstlichen Ehrenkreuz I. Klasse (1917)
- Großoffizierskreuz des National-Zivil-Verdienstordens (Bulgarien) (1912)
- Komturkreuz I. Klasse des königlich sächsischen Albrechts-Ordens (1884)
- Komturkreuz I. Klasse des herzoglich Sachsen-Ernestinischen Hausordens (1912)
- Großkreuz des großherzoglich Mecklenburgischen Hausordens der Wendischen Krone (1917)